# Gynocentrisme
Gynocentrisme (van Oudgrieks γυνή (vrouw) en κέντρον (midden)) is een feministische theorie die de vrouw en het vrouwelijke centraal stelt. Het is een stroming binnen de tweede feministische golf die de rol van de vrouw zichtbaar wilde maken en zich afzette tegen de mannelijke maatstaf van het androcentrisme of viricentrisme. De Belgische feministe, psychoanalytica en filosofe Luce Irigaray heeft op dit terrein belangrijk onderzoek gedaan.
Volgens de Amerikaanse politicologe Iris Marion Young is het aan de vrouw zelf om ideeën en gedachten te formuleren omtrent vrouwelijkheid en verschillen tussen de geslachten, in plaats van de definities te volgen van een patriarchale cultuur die vrouwen bestempelt als zwak en minderwaardig.
Het gynocentrisme kan worden onderbouwd door te verwijzen naar het belang van de vrouw voor het voortbestaan van de mens, en daarmee naar de instinctieve bescherming en verzorging van vrouwen en kinderen, een hypothese die werd opgeworpen door de Amerikaanse socioloog Lester Ward. Naast dit biologisch determinisme zijn er ook culturele invloeden zoals de hoofse liefde en ridderlijkheid die eerder theoretisch en literair van aard waren, en religieuze invloeden zoals de Mariaverering.